# Фруктова крамниця
«Фруктова крамниця» — розповсюджена назва великих за розміром натюрмортів, що робив фламандський художник XVII століття — Франс Снейдерс.
До таких картин належить «Продавчиня фруктів» з музею Прадо — її композиція типова для Снейдерса. Він неодноразово використовував її при створенні декоративних картин на теми «Ринки» чи «Крамниці». Надзвичайно близька до неї і композиція «Комора», де художник подав подібну фігуру жінки в тому ж повороті, значно змінивши її одяг і оточення та обравши інший формат полотна. В картині «Комора» це дичина чи мисливські та рибальські трофеї.
«Продавчиня фруктів» — не єдина картина пензля Снейдерса в музейній збірці Прадо. Є ще й велика за розмірами декоративна композиція «Киця захищає кошенят» або «Лисиця і кішка».